# 慈母橋
24°10′41″N 121°31′08″E / 24.178°N 121.519°E
慈母橋，是臺灣花蓮縣秀林鄉的一座橋樑，位於太魯閣國家公園境內的綠水遊憩區，立霧溪與荖西溪的交會處「合流」，在綠水東側約一公里、天祥以東約三公里處，跨越立霧溪，外觀為一紅色之斜張鋼橋，是太魯閣國家公園同時也是中橫公路上著名的景點之一。慈母橋之名稱由來是據說曾有位少年在此被洪水沖走後，其母仍每日在此望兒早歸，深受感動之後人於是將此橋命名為「慈母橋」，其南端立有一座蘭亭，為著名攝影點。

## 設施
慈母橋為單塔柱斜張箱型樑鋼構橋，東側橋頭建有「慈母亭」，是當時中華民國總統蔣中正為紀念母親王太夫人所建，橋中段旁的青蛙石上則建有「蘭亭」，是蔣經國為紀念其母所建。慈母橋的護欄採用花蓮的特產白色大理石，橋頭橋尾並且各設有一對白色大石獅。

## 照片集

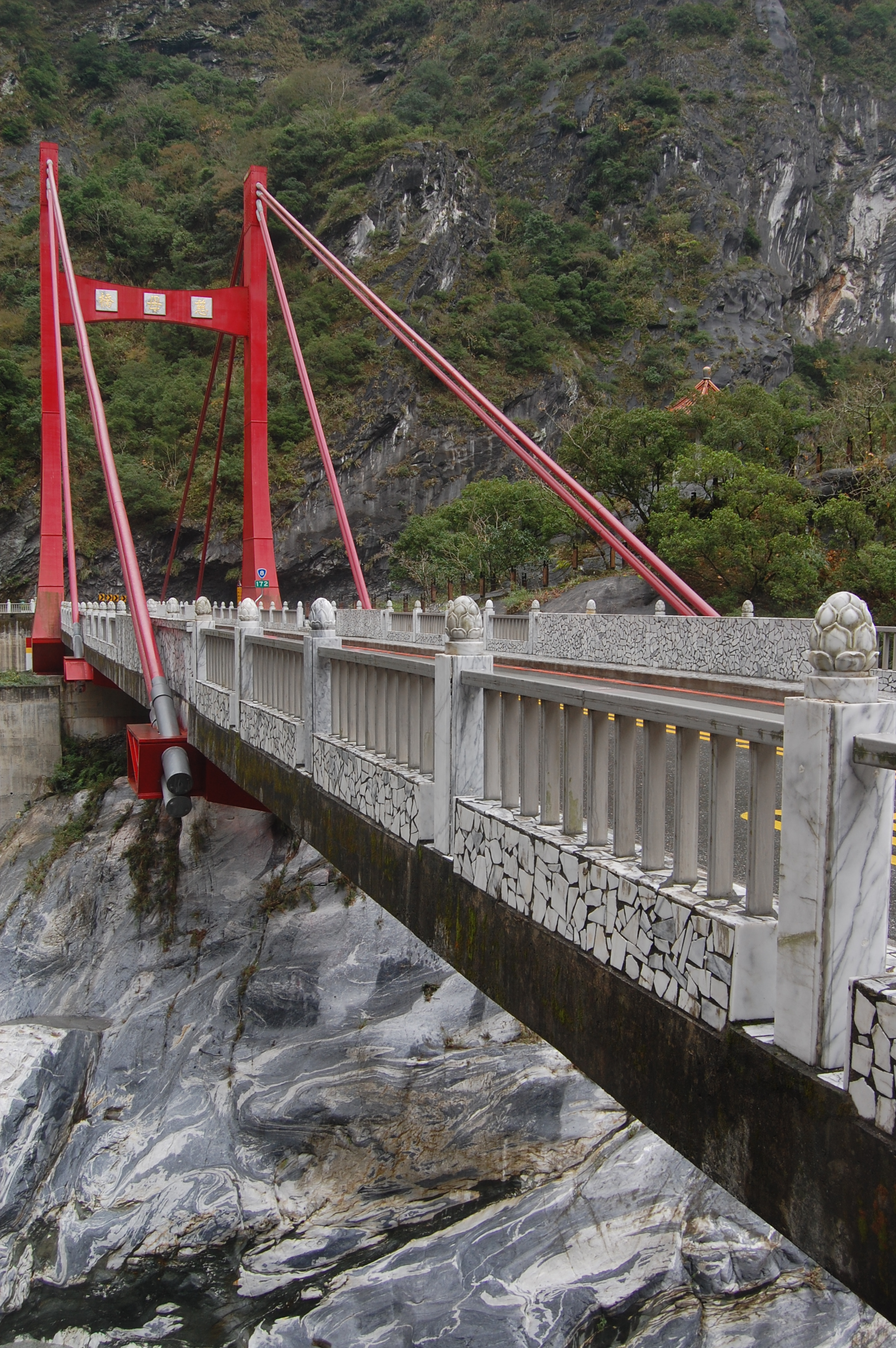
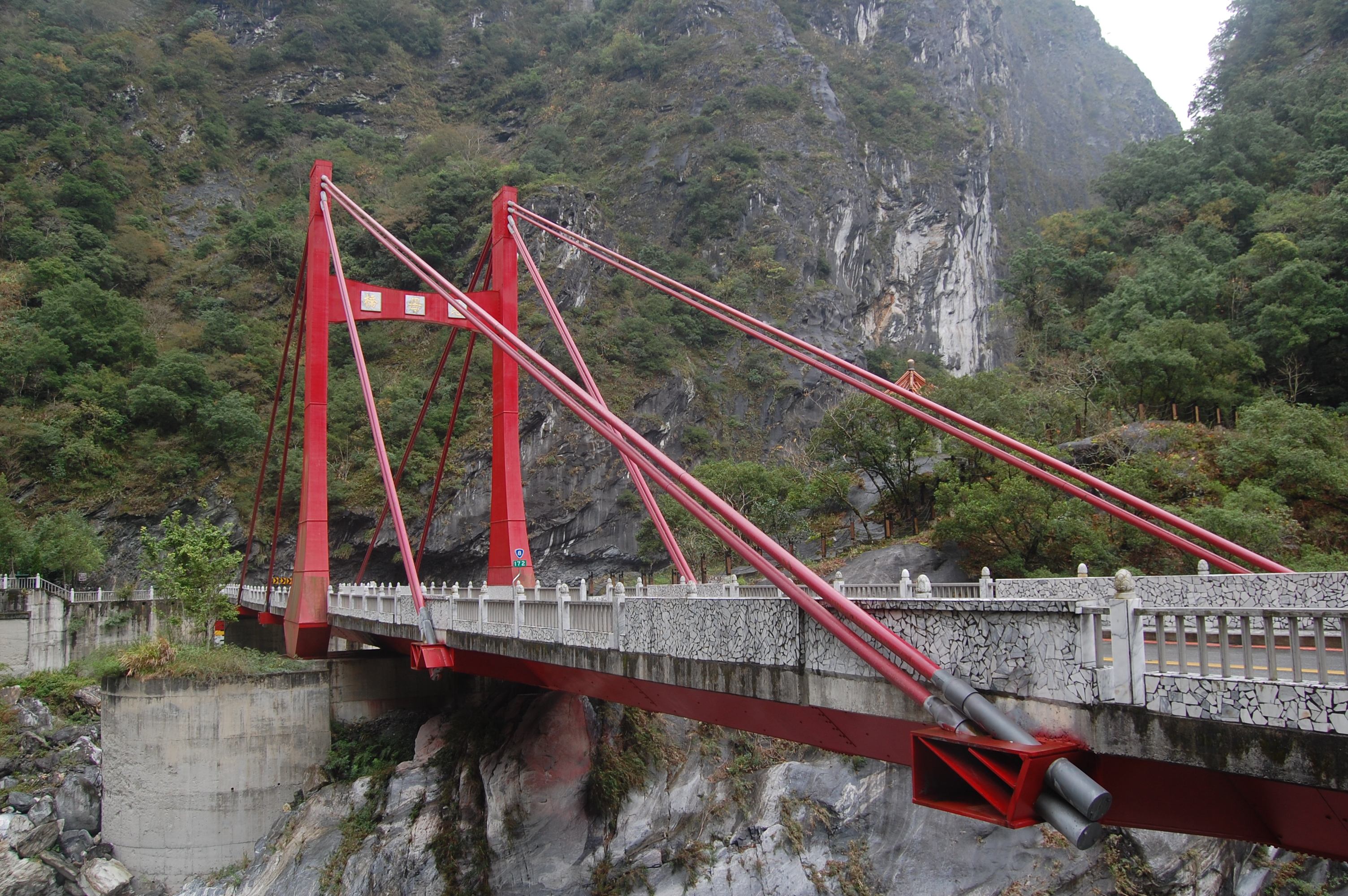
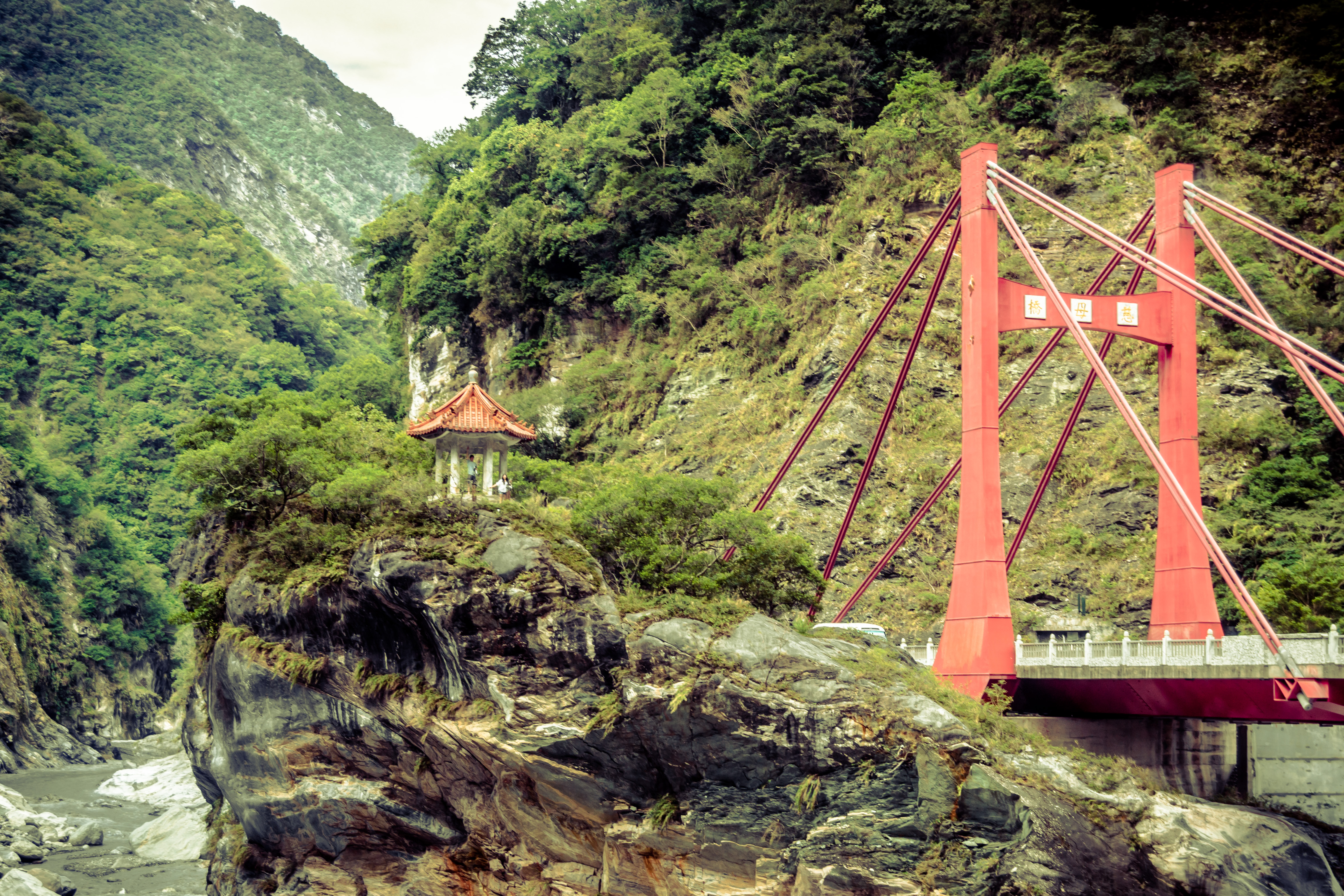
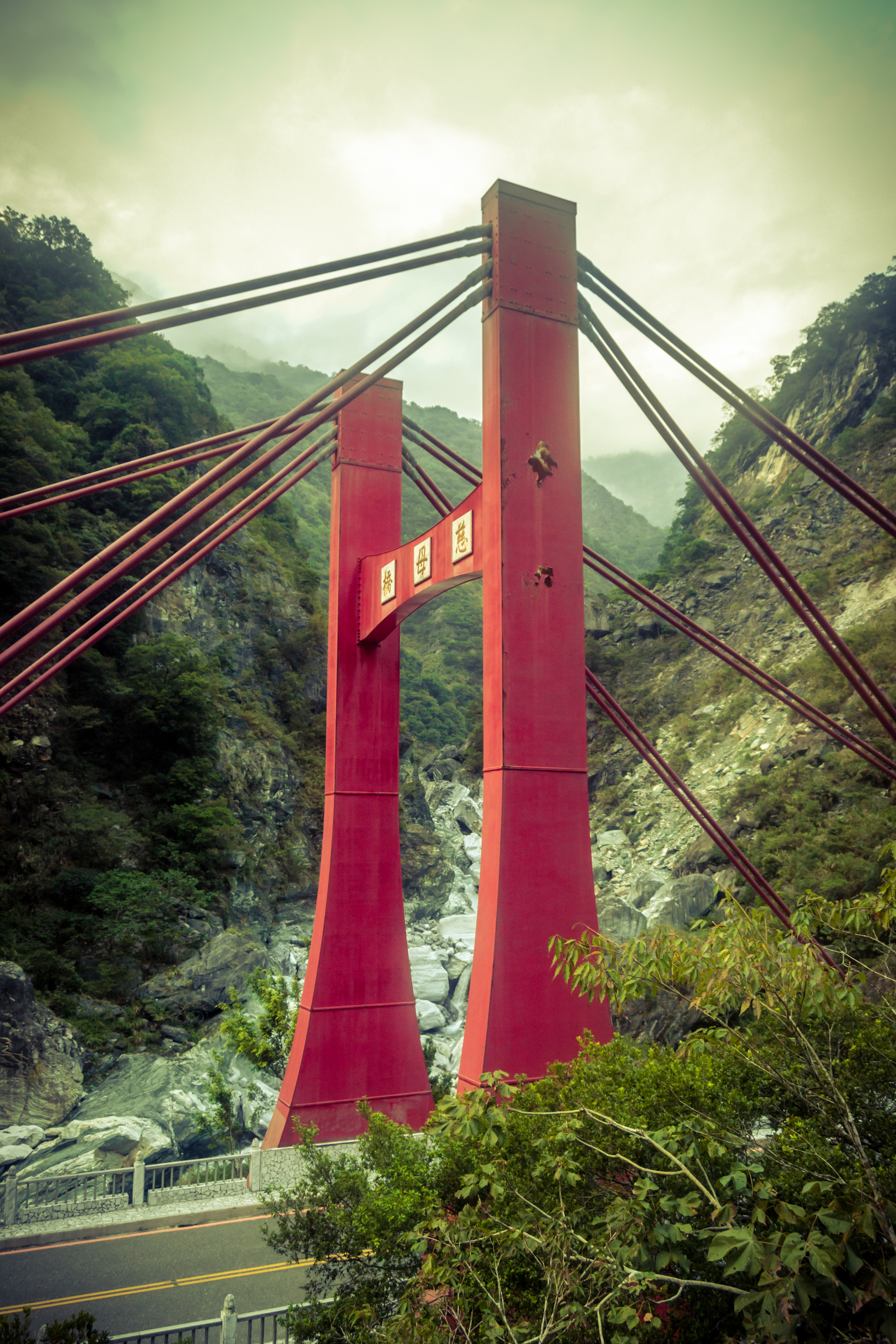
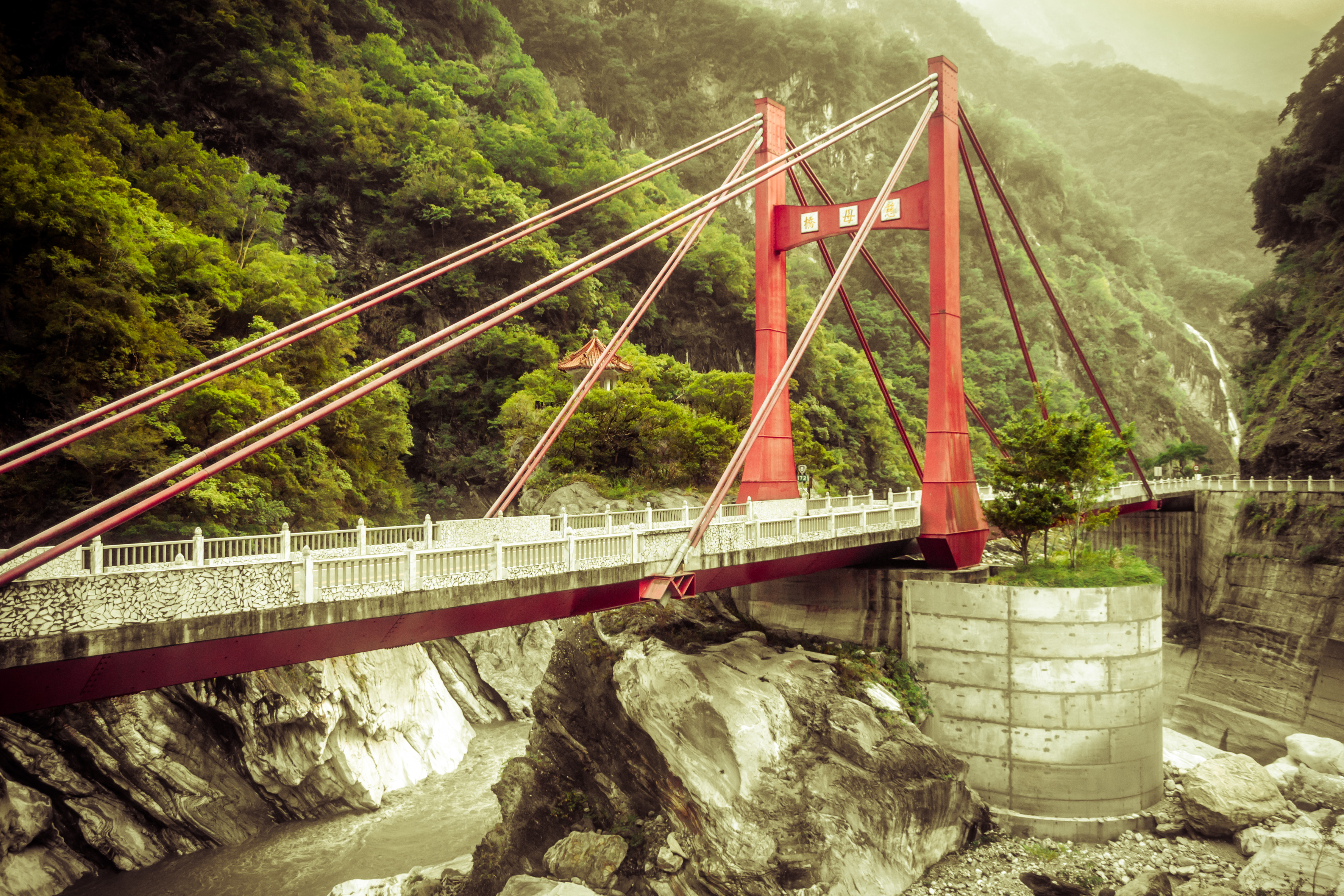
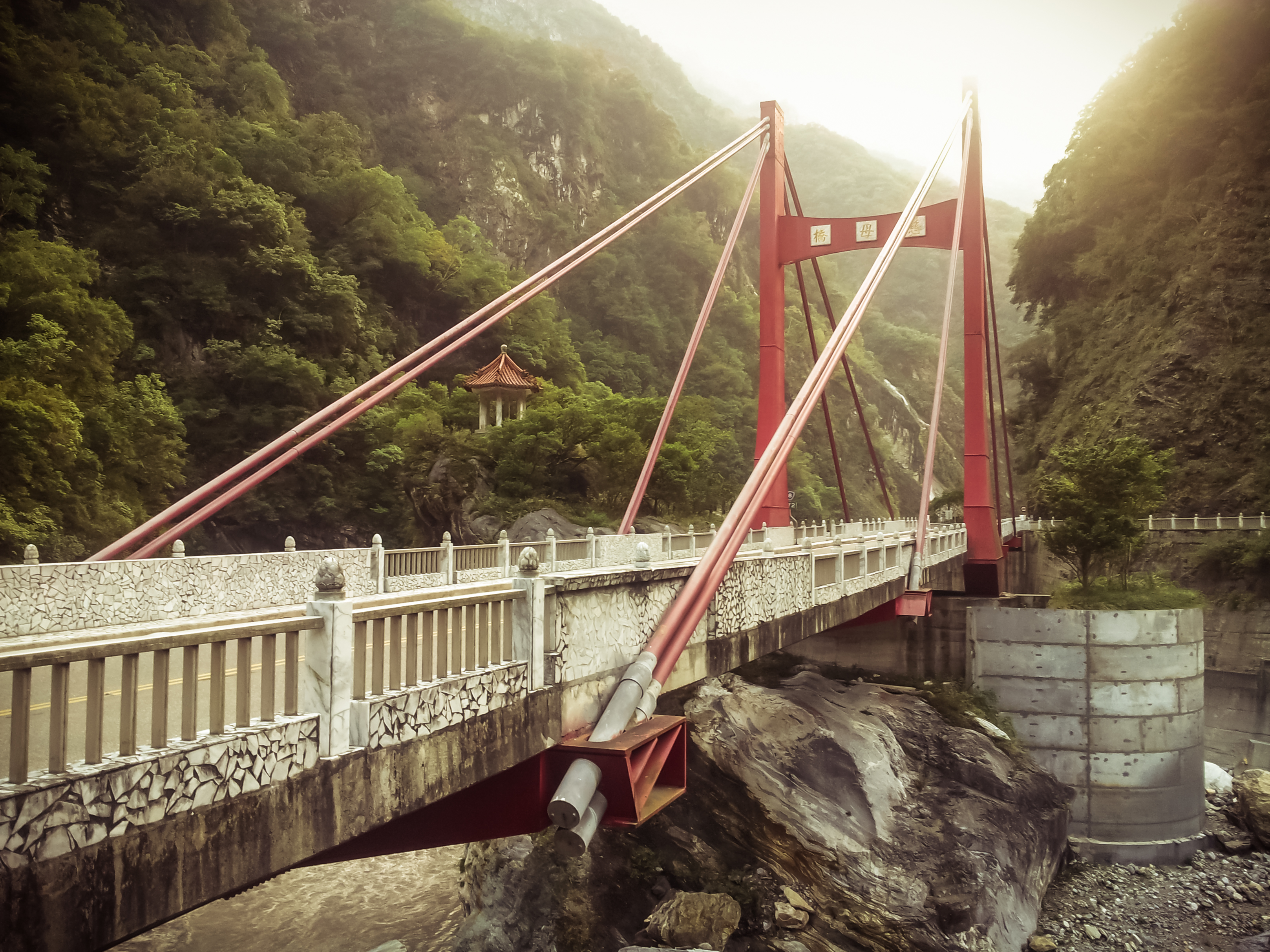
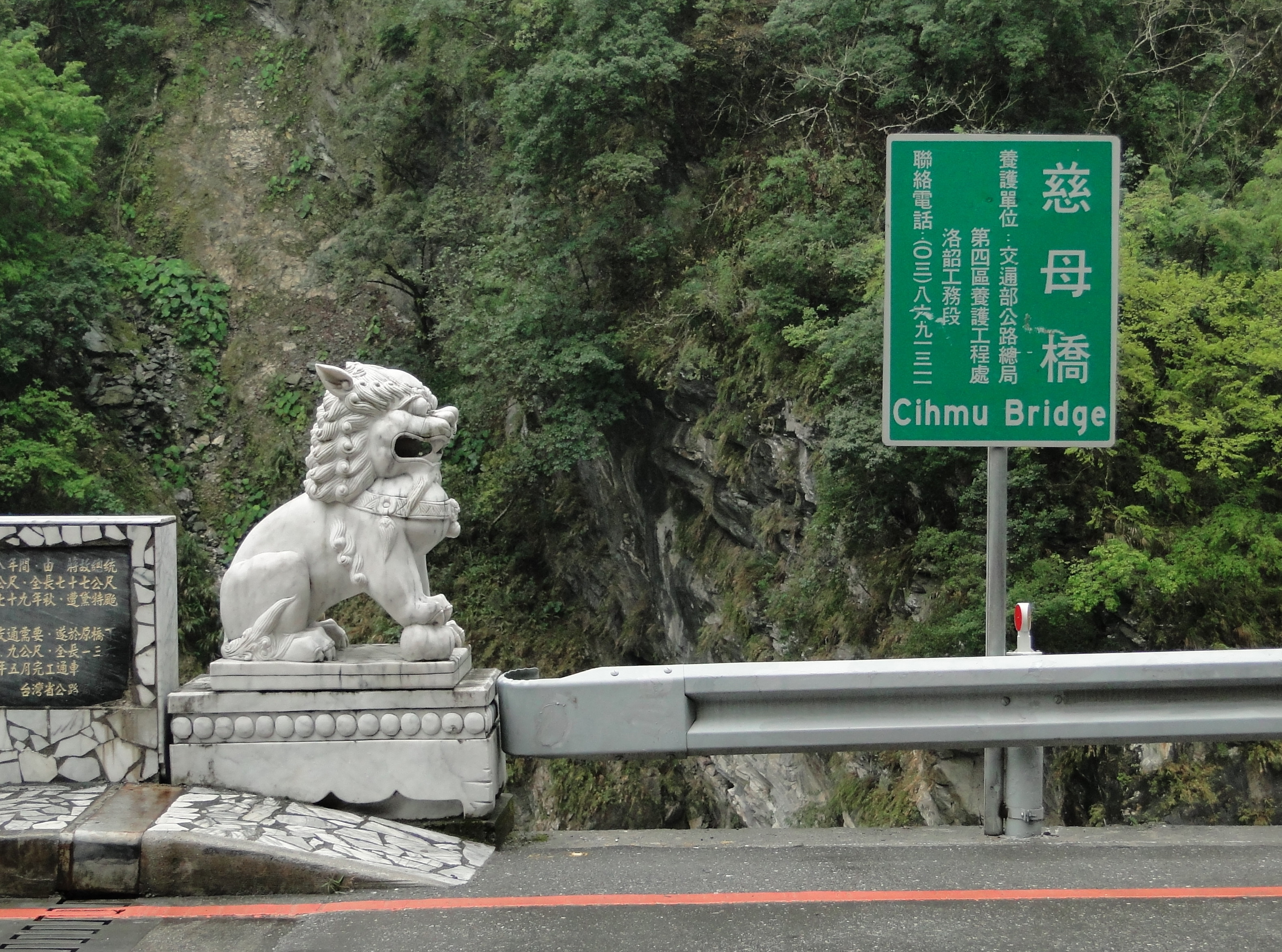